# NGC 1648
NGC 1648 este o galaxie lenticulară situată în constelația Eridanul. A fost descoperită în 29 decembrie 1885 de către Lewis A. Swift. Se află la o distanță de 64,14 de megaparseci de Pământ.